# Серебристая игрунка
Серебристая игрунка (лат. Mico argentatus) — вид приматов семейства Игрунковые. Эндемик Бразилии.

## Описание
Шерсть серебристой игрунки светло-серебристая, кроме тёмного хвоста. Уши лишены волос, сильно выдаются из шерсти. Взрослые животные достигают размеров от 18 до 28 см, весят от 300 до 400 г.

## Поведение
Дневные животные, проводящие почти всё время на деревьях. Используют свои когти для того, чтобы карабкаться по стволам и веткам. Населяют дождевые тропические леса. Проводят ночь в трещинах и дуплах деревьев. Образуют небольшие группы, каждая группа защищает свою территорию.

## Рацион
Рацион состоит в основном из древесных соков. Также едят птичьи яйца, фрукты, насекомых, мелких позвоночных.

## Размножение
Беременность длится 140 дней. Самка приносит от одного до трёх детёнышей. Отец принимает участие в выращивании потомства, как и у остальных игрунковых. В течение шести месяцев детёныши отлучаются от груди, половая зрелость наступает в возрасте около двух лет.

## Распространение
Встречаются к югу от Амазонки в дождевых лесах между устьем Токантинс на востоке и рекой Тапажос на западе.